# Notolomatia matabeleensis
Notolomatia matabeleensis är en tvåvingeart som först beskrevs av Hesse 1956.  Notolomatia matabeleensis ingår i släktet Notolomatia och familjen svävflugor.
Artens utbredningsområde är Zimbabwe. Inga underarter finns listade i Catalogue of Life.